# Paralemnalia digitiformis
Paralemnalia digitiformis is een zachte koraalsoort uit de familie Nephtheidae. De koraalsoort komt uit het geslacht Paralemnalia. Paralemnalia digitiformis werd in 1936 voor het eerst wetenschappelijk beschreven door Macfadyen. 